# Сукутард
Сукутард (рум. Sucutard) — село у повіті Клуж в Румунії. Входить до складу комуни Джака.
Село розташоване на відстані 315 км на північний захід від Бухареста, 37 км на схід від Клуж-Напоки.

## Населення
За даними перепису населення 2002 року у селі проживали 395 осіб, з них 390 осіб (98,7%) румунів. Рідною мовою 391 особа (99,0%) назвала румунську.